# Norrmjöle
Norrmjöle is een plaats in de gemeente Umeå in het landschap Västerbotten en de provincie Västerbottens län in Zweden. De plaats heeft 100 inwoners (2005) en een oppervlakte van 44 hectare. De plaats ligt aan één baai van de Botnische Golf en bij de plaats stroomt de rivier de Norrmjöleån hier in uit. De plaats is zomers populair bij toeristen en er zijn onder andere een golfbaan, tennisbanen, een camping en restaurants in de plaats te vinden, ook liggen er stranden bij de plaats.